# Von Nolcken
von Nolcken är en medeltida adelsätt med ursprung från Westfalen. Ätten har friherrlig rang i Sverige och Finland.
Ättens äldste belagde stamfader är Tönnes von Nolcke (levde 1498) i Uchte i grevskapet Hoya i Westfalen som enligt Anreps ättartavlor tillhörde gammal tysk adel och var gift med Agneta von Stemmeshorn. 
Deras son Henrik von Nolcken var amtman i Uchte, och far till Henrik von Nolcke som under de första åren av 1600-talet inkom till Sverige där han blev kapten och befallningsman på Vaxholms fästning. Den senares hustru var Anna von Howe. Deras son Heimart von Nolcke (död 1655) skrev sig till Nolckenhoff och Mullut på Ösel, och var gift med Margareta Zöge av huset Erstfehr.
Deras sonson Christoffer Reinhold von Nolcken var överste i svensk tjänst och lantråd på Ösel. Hans hustru, Ingeborg Stackelberg var dotter till Ingeborg Stiernfelt eller Grubbe, och ättling till Andreas Laurentii Björnram och Bureätten. 
Parets son, utrikesstatssekreteraren och presidenten i Göta hovrätt Erik Mattias von Nolcken naturaliserades 1726 som svensk adelsman och upphöjdes 1747 i friherrligt stånd. 
Som friherrlig ätt introducerades ätten på nummer 223. Hjärtvapnet sägs i friherrediplomet bestå av tre pilkvistar. Inom ätten har man dock ofta i stället fört tre nejlikor precis som de ursprungliga adelsätterna. Namnet von Nolcken kommer just från dessa nejlikor
Gustaf Adam von Nolcken var 1764-1793 svenskt sändebud vid Sveriges beskickning i London.
En gren av ätten utvandrade till Livland, och introducerades på Finlands riddarhus 1818 på nummer 14. Eftersom ätten aldrig varit bosatt i Finland anses den utgången där. 
Yngsta grenen av den svenska ätten var bosatt i England. En annan gren av den svenska friherrliga ätten adopterades med primogenitur 1890 som rysk greve Reutern, baron Nolcken. Denna gren fortlever alltjämt i Tyskland 2018.
Ätten var bosatt i Ryssland till 1917, då den utvandrade till Tyskland där den fortlever. 
Huvudmannagrenen kvarblev i Sverige, där den utgick på svärdssidan 1877. Den sista medlemmen av ättens huvudmannagren i Sverige var Clara Amalia von Nolcken, gift Stiernsvärd.